# Rammelberget
Rammelberget är ett naturreservat i Vindelns kommun i Västerbottens län.
Området är naturskyddat sedan 2016 och är 46 hektar stort. Reservatet ligger öster om Vindelälven och består av tallskog i en västsluttning.